# Strongylopus fuelleborni
Strongylopus fuelleborni é uma espécie de anura da família Pyxicephalidae.
Pode ser encontrada nos seguintes países: Malawi, Tanzânia, Zâmbia e possivelmente em Quénia.
Os seus habitats naturais são: campos rupestres subtropicais ou tropicais, rios, pântanos e pastagens.
Está ameaçada por perda de habitat.